# Liga dos Campeões da CAF de 1990
A Copa Africana dos Campeões Clubes de 1990 foi a 26ª edição da competição anual de clubes internacionais de futebol realizada na região da CAF (África).O torneio foi jogado por 42 equipes e foi usado um esquema de playoffs com partidas em casa e fora.
O JS Kabylie, da Argélia, venceu a final e tornou-se pela segunda vez campeã africana.

## Clubes classificadas
| Pais                           | Equipe                        |
| ------------------------------ | ----------------------------- |
| Angola                         | - Petro Atlético              |
| Argélia                        | - JS Kabylie                  |
| Benim                          | - Dragons                     |
| Botswana                       | - Defence Force               |
| Burundi                        | - Inter                       |
| Burquina Fasso                 | - ASFA Yennenga               |
| Chade                          | - Renaissance                 |
| Camarões                       | - Racing                      |
| Costa do Marfim                | - Africa Sports               |
| Egito                          | - Al Ahly                     |
| Gana                           | - Asante Kotoko               |
| Gabão                          | - Sogara                      |
| Guiné                          | - Kaloum Star                 |
| Guiné-Bissau                   | - Benfica                     |
| Lesoto                         | - Arsenal                     |
| Libéria                        | - Mighty Barrolle             |
| Líbia                          | - Al Ittihad                  |
| Marrocos                       | - FAR Rabat - Raja Casablanca |
| Ilhas Maurícias                | - Sunrise Flacq United        |
| Mali                           | - Stade Malien                |
| Madagáscar                     | - Sotema                      |
| Moçambique                     | - Ferroviário Maputo          |
| Níger                          | - Olympic Niamey              |
| Nigéria                        | - Heartland                   |
| Quênia                         | - Leopards                    |
| Ruanda                         | - Mukungwa                    |
| República Democrática do Congo | - Motema Pembe                |
| República do Congo             | - Étoile du Congo             |
| República Centro-Africana      | - Stade Centrafricain         |
| Senegal                        | - Diaraf                      |
| Somália                        | - Mogadishu Municipality      |
| Serra Leoa                     | - Freetown City               |
| Seicheles                      | - Saint Louis Suns United     |
| Essuatíni                      | - Manzini Sundowns            |
| Sudão                          | - Al Hilal                    |
| Tanzânia                       | - Malindi                     |
| Togo                           | - ASKO Kara                   |
| Tunísia                        | - Espérance                   |
| Uganda                         | - Express                     |
| Zâmbia                         | - Nkana                       |
| Zimbabwe                       | - Dynamos                     |

## Rodada Preliminar
| Equipe 1               | Total     | Equipe 2            | 1.º jogo | 2.º jogo |
| ---------------------- | --------- | ------------------- | -------- | -------- |
| Sotema                 | 2–2 (g.f) | Defence Force       | 1–0      | 1–2      |
| Kaloum Star            | 3–0       | Benfica             | 2–0      | 1–0      |
| ASKO Kara              | 3–0       | Faso-Yennenga       | 1–0      | 2–0      |
| Al-Ittihad             | 6–3       | Olympic Niamey      | 6–1      | 0–2      |
| Arsenal                | 4–0       | Manzini Sundowns    | 1–0      | 3–0      |
| Dragons                | 0–3       | Mighty Barolle      | 0–0      | 0–3      |
| Inter                  | 2–3       | Petro Atlético      | 2–0      | 0–3      |
| Mogadishu Municipality | 3–4       | Saint Louis         | 1–0      | 2–4      |
| Malindi                | 1–2       | Mukungwa            | 0–0      | 1–2      |
| Renaissance            | 2–3       | Stade Centrafricain | 2–2      | 0–1      |

## Primeira Rodada
| Equipe 1           | Total       | Equipe 2            | 1.º jogo | 2.º jogo |
| ------------------ | ----------- | ------------------- | -------- | -------- |
| Léopards           | 7–5         | Saint Louis         | 4–2      | 3–3      |
| Sogara             | 0–3         | Étoile du Congo     | 0–2      | 0–1      |
| Al Ahly            | 8–0         | Al-Ittihad          | 5–0      | 3–0      |
| Al-Hilal           | 6–0         | Mukungwa            | 4–0      | 2–0      |
| Asante Kotoko      | 5–1         | Freetown City       | 4–0      | 1–1      |
| Motema Pembe       | 1–3         | Africa Sports       | 1–0      | 0–3      |
| ASC Diaraf         | 1–3         | Heartland           | 1–0      | 0–3      |
| Dynamos            | 2–2 (5–4 p) | Petro Atlético      | 1–1      | 1–1      |
| Espérance          | 3–0         | Stade Malien        | 2–0      | 1–0      |
| FAR Rabat          | 5–1         | Kaloum Star         | 4–0      | 1–1      |
| Ferroviário Maputo | 1–2         | Arsenal             | 1–0      | 0–2      |
| JS Kabylie         | 10–0        | ASKO Kara           | 6–0      | 4–0      |
| Nkana              | 4–1         | Express             | 3–1      | 1–0      |
| Racing             | 2–1         | Stade Centrafricain | 2–1      | 0–0      |
| Raja Casablanca    | 3–2         | Mighty Barolle      | 2–0      | 1–2      |
| Sunrise            | 4–3         | Sotema              | 4–1      | 0–2      |

## Oitavas-Finais
| Equipe 1        | Total       | Equipe 2        | 1.º jogo | 2.º jogo |
| --------------- | ----------- | --------------- | -------- | -------- |
| Africa Sports   | 3–4         | Heartland       | 1–1      | 2–3      |
| Al Ahly         | 0–0 (2–4 p) | Espérance       | 0–0      | 0–0      |
| Arsenal         | 1–8         | Nkana           | 0–3      | 1–5      |
| Dynamos         | 2–2 (g.f)   | Al-Hilal        | 2–1      | 0–1      |
| Étoile du Congo | 2–4         | JS Kabylie      | 2–2      | 0–2      |
| FAR Rabat       | 3–4         | Asante Kotoko   | 3–3      | 0–1      |
| Racing          | w/o1        | Raja Casablanca | –        | –        |
| Sunrise         | 1–4         | Léopards        | 1–1      | 0–3      |

1 Raja Casablanca foi forçado a desistir devido ao facto de os seus principais jogadores serem convocados para jogar pela seleção Nacional.

## Quartas-Finais
| Equipe 1  | Total | Equipe 2      | 1.º jogo | 2.º jogo |
| --------- | ----- | ------------- | -------- | -------- |
| Léopards  | 2–4   | JS Kabylie    | 2–1      | 0–3      |
| Heartland | 3–2   | Espérance     | 2–1      | 1–1      |
| Al-Hilal  | 3–4   | Asante Kotoko | 2–2      | 1–2      |
| Racing    | 1–3   | Nkana         | 0–1      | 1–2      |

## Semi-Finais
| Equipe 1      | Total | Equipe 2   | 1.º jogo | 2.º jogo |
| ------------- | ----- | ---------- | -------- | -------- |
| Asante Kotoko | 1–2   | JS Kabylie | 1–0      | 0–2      |
| Nkana         | 2–0   | Heartland  | 1–0      | 1–0      |

## Finais
| 30 de Novembro | JS Kabylie             | 1 - 0 | Nkana | Estádio 5 de Julho , Argel           |
|                | Rahmouni 47' (pênalti) |       |       | Público: 70,000 Árbitro: Badara Sène |

| 22 de Dezembro | Nkana      | 1 - 0 | JS Kabylie | Independence Stadium, Lusaka          |
|                | Bwalya 80' |       |            | Público: 35,000 Árbitro: Idrissa Sarr |

técnicos
- Stefan Żywotko (JSK)
- Moses Simwala (NFC)

### Agregado
| Equipe 1 | Resultado | Equipe 2   |
| -------- | --------- | ---------- |
| Nkana    | 1 - 1     | JS Kabylie |

|                                   |       | Penalidades                         |  |
| Chambeshi Bwalya Sikazwe Malitoli | 3 – 5 | Rahmouni Meftah Haffaf Adane Medane |  |

## Campeão
| Liga dos Campeões da CAF de 1990 |
| Campeão                          |
| -------------------------------- |
| JS Kabylie                       |
| Argélia                          |
| 2° Titúlo                        |